# كأس مصر 2001–02
كأس مصر 2001–02 هي النسخة السابعون من كأس مصر .
وتوج بها نادي الزمالك على حساب نادي بلدية المحلة .

## الأدوار

### النهائي
| الزمالك | 1–0 | بلدية المحلة |
| ------- | --- | ------------ |
| علي 60' |     |              |